# Carlo Giuseppe di Firmian

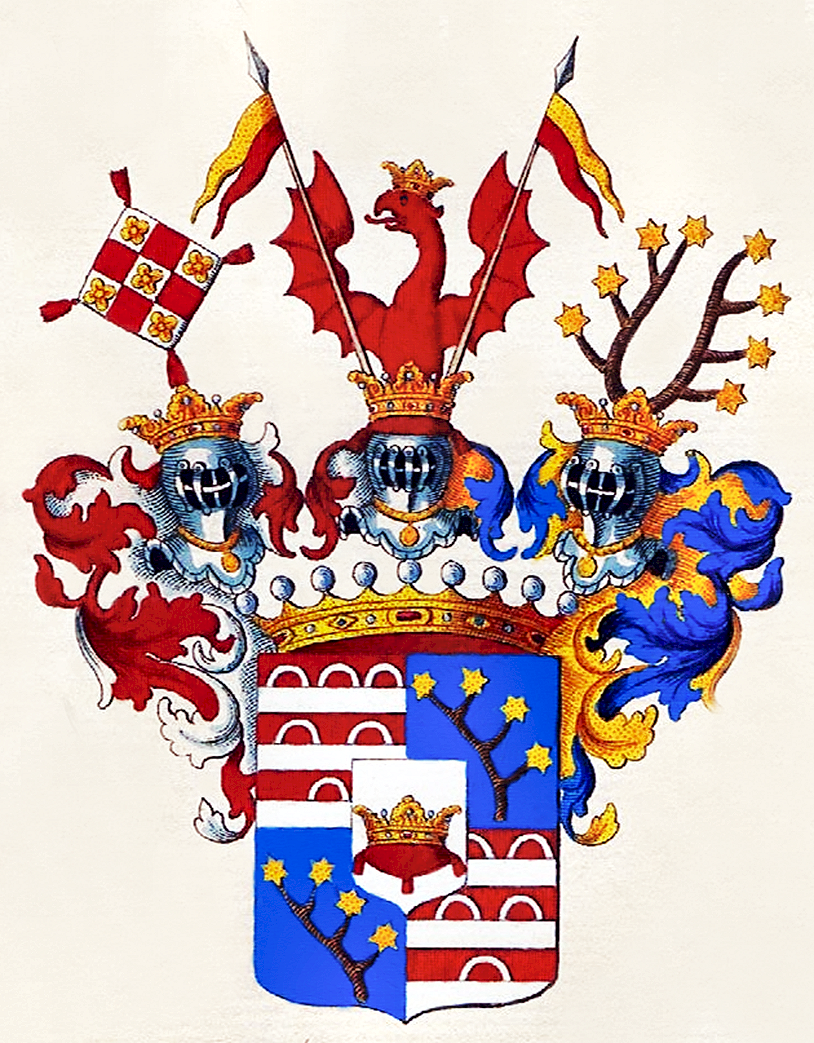
Stemma dei Conti Firmian (1749)

Il conte Carlo Giuseppe di Firmian (più propriamente: Carlo Gottardo Firmian - in tedesco: Karl Joseph von Firmian, più propriamente Karl Gotthard von Firmian; Mezzocorona, 15 agosto 1718 – Milano, 20 luglio 1782) è stato un nobile e politico austriaco, ministro plenipotenziario e governatore generale della Lombardia austriaca. Fu un sostenitore del dispotismo illuminato e valente promotore e collezionista d'arte.

## Biografia
Firmian, figlio di Franz Alphons di Firmian, nipote dell'arcivescovo Leopoldo Antonio Eleuterio Firmian, ricevette la propria educazione presso l'abbazia di Ettal in Alta Baviera, quindi a Innsbruck, a Salisburgo e all'Università di Leida, e successivamente con soggiorni in Francia e in Italia.
Per volontà di Francesco I egli ritornò in Austria e Maria Teresa nel 1753 lo volle ambasciatore a Napoli, destinandolo dal 1758 alla Lombardia come ministro plenipotenziario, dove fu promotore e fervido sostenitore delle scienze e delle arti, contribuendo a far conoscere Johann Joachim Winckelmann e Angelika Kauffmann. Ad Andrea Salvatore Aglio commissionò due opere: la Vergine del Bovilli e la Nascita di Maria de Medici regina di Francia, copiata da Rubens.
Massone, Firmian fu un alto dignitario della Gran Loggia nazionale austriaca.
Morì il 20 luglio 1782 a Milano e venne sepolto nella chiesa di San Bartolomeo. Il suo monumento funebre ebbe una storia travagliata: realizzato alla morte del Firmian da Giuseppe Franchi (1731-1806), rimase nella chiesa sino a quando il governo napoleonico lo rimosse nel tentativo di estirpare ogni segno della dominazione austriaca per poi essere rimesso in sede al ritorno degli austriaci nel 1815. Demolita la vecchia chiesa nel 1861, il monumento fu trasferito nella nuova chiesa di San Bartolomeo costruita nel 1864.
Alla sua morte, Firmian lasciò una copiosa biblioteca di oltre 40.000 volumi (oggi divisi tra la biblioteca braidense e la Biblioteca universitaria di Pavia, ateneo dove fondò anche un orto botanico e diversi laboratori di chimica, fisica, storia naturale e anatomia), lasciandovi anche una preziosa raccolta d'arte. Sempre appartenente alla sua famiglia fu anche Leopold Maximilian von Firmian (1760-1831), arcivescovo di Vienna.

## Opere

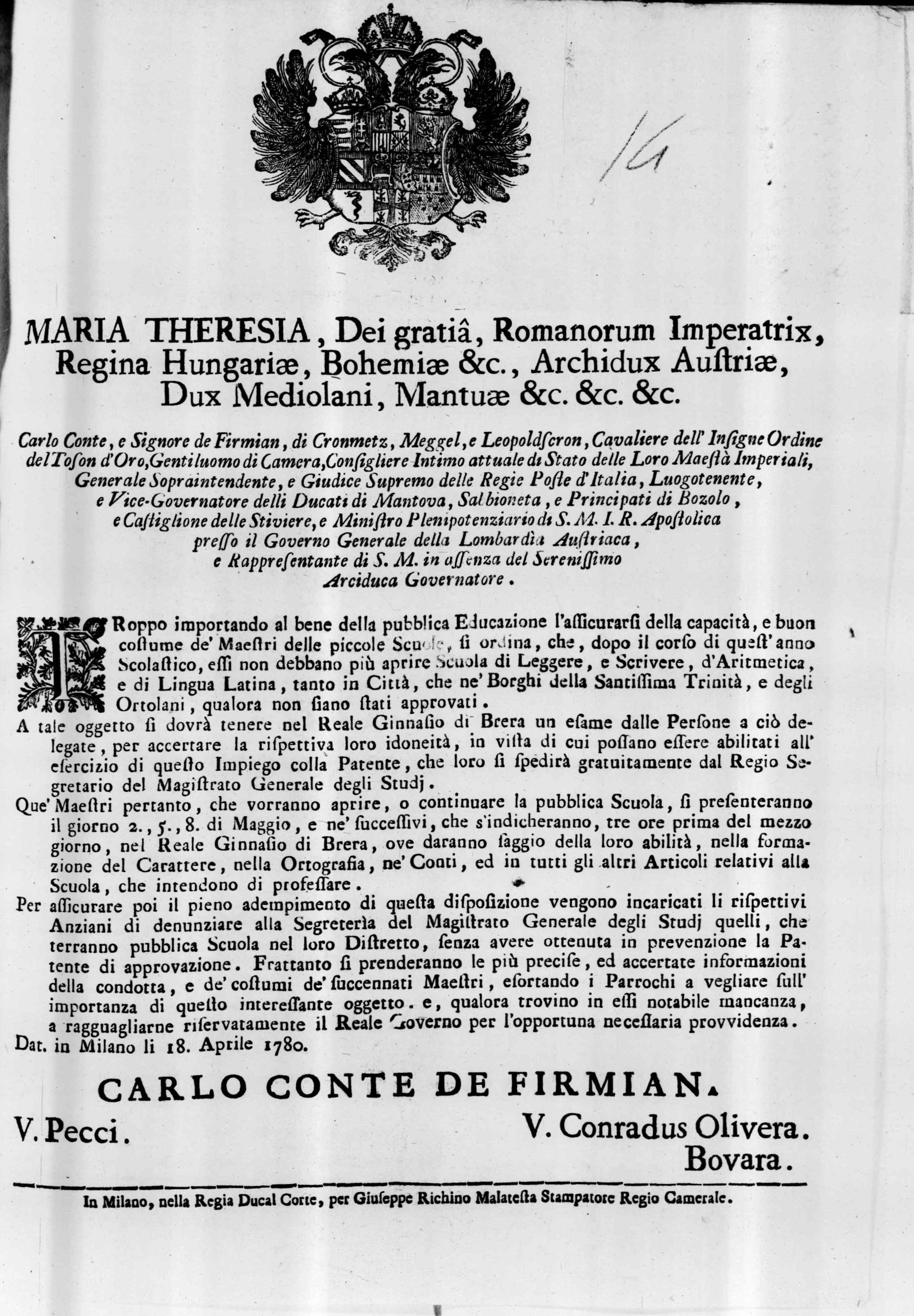
Troppo importando al bene della pubblica educazione, 1780

- Troppo importando al bene della pubblica educazione, Milano, Giuseppe Richino Malatesta, 1780.